# Amtsgericht Wismar

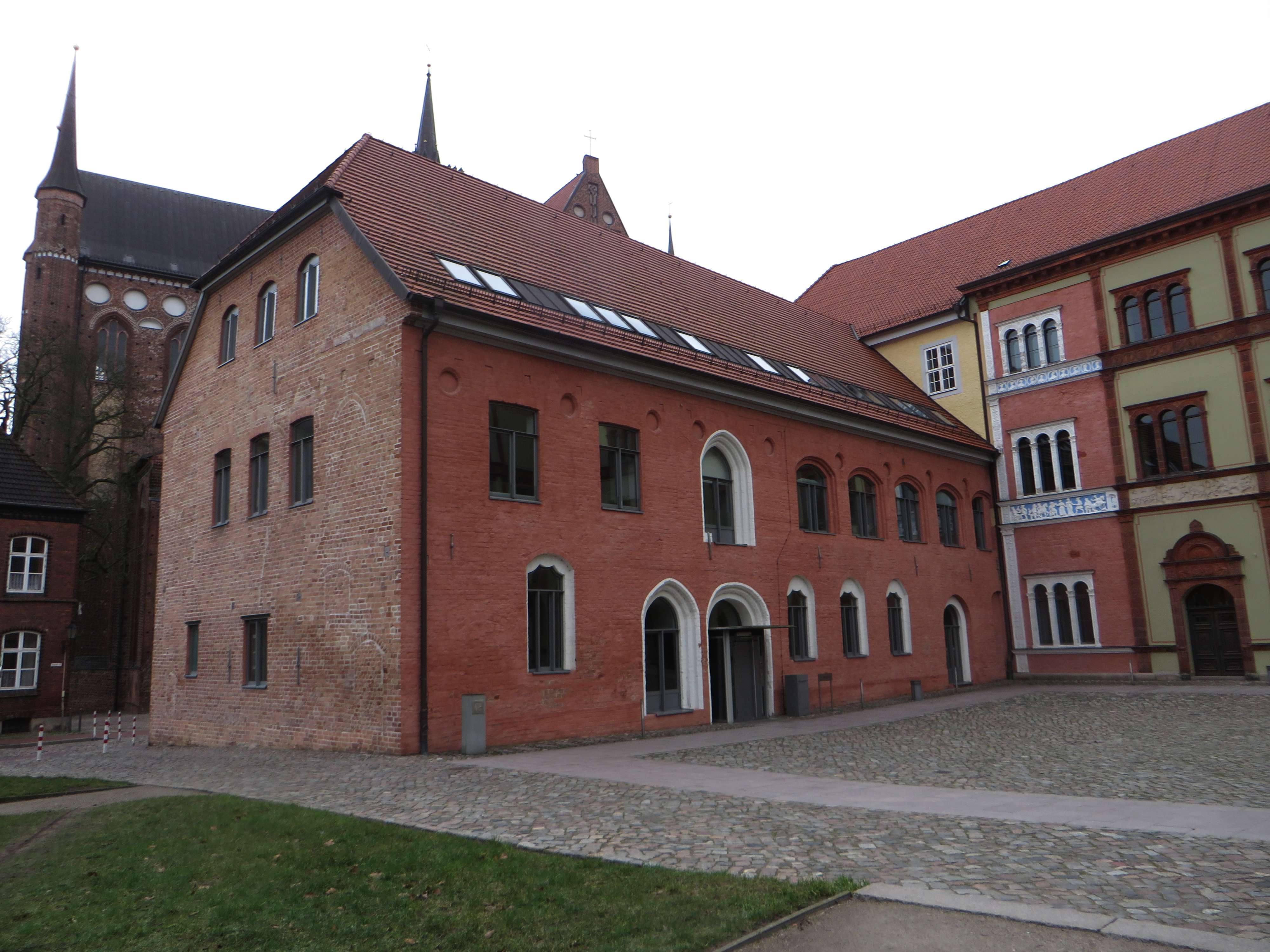
Gebäude des Amtsgerichts Wismar (2015)

Das Amtsgericht Wismar ist ein Gericht der ordentlichen Gerichtsbarkeit des Landes Mecklenburg-Vorpommern im Bezirk des Landgerichts Schwerin.

## Geschichte

### Mecklenburg-Schwerin
In Wismar befanden sich vor 1879 ein Großherzogliches Amtsgericht Mecklenburg, das Magistratsgericht Wismar (sowohl Ober- als auch Untergericht) und Patrimonialgerichte als Eingangsgerichte. Gerichtsfunktion hatten auch das Konsistorium in Wismar.
Im Rahmen der Reichsjustizgesetze wurden die bestehenden Gerichte des Großherzogtums Mecklenburg-Schwerin aufgelöst und Amts-, Landes- und Oberlandesgerichte gebildet. Das Amtsgericht Wismar war dem Landgericht Schwerin und dem Oberlandesgericht Rostock nachgeordnet. Am Gericht bestanden 1880 drei Richterstellen und es war für 29.381 Gerichtseingesessene zuständig. Das Amtsgericht war damit das zweitgrößte Amtsgericht im Landgerichtsbezirk.
Sein Gerichtsbezirk umfasste die Stadt Wismar mit Benz, Dammhusen, Flöte, Grönings Mühle und Krug, Haffburg, St. Jacobshof, Klüssendorf (Hof und Dorf), Kritzower Burg, Klutz (Mühle), Lehensruh, Martensdorf (Hof), Müggenburg, Oevelgünne, Papiermühle, Rothe Tor (Krug und Mühle), Rüggow, Stessin, Triewalk (Hof und Dorf), Viereckenhof, Warttorf, Hinter-Wendorf, Mittel-Wendorf, Vorder-Wendorf, Groß-Woltersdorf und Klein-Woltersdorf, aus dem Dominialamt Wismar Beckerwitz, Blowatz, Farpen (Hof und Forsthof), Gagzow, Gägelow mit Proseken, Hoppenrade, Karow, Kirchdorf mit Brandenhusen, Einhusen, Fährdorf, Golwitz mit Langen-Werder, Kaltenhof, Malchow, Neuhof, Niendorf, Oertzenhof, Seedorf, Timmendorf, Vorwerk, Wangern mit Vorwangern und Weitendorf, Kleinen, Kletzin, Krusenhagen mit Mühle Redentin, Loosten mit Brusenbeck und Fichtenhusen, Lübow, Mecklenburg (Hof und Dorf) mit Blumenhof, Metelsdorf mit Martensdorf und Schulenbrook, Rödentin (Hof und Forsthof), Neuburg mit Neu Farpen, Petersdorf, Wendisch Rambow mit Friedrichshof, Redentin (Hof und Dorf) mit Fischkaten, Robertsdorf, Rosenthal, Groß Strömkendorf, Hohen Viecheln mit Hädchensdorf und Neu Viecheln und Wodorf mit Heidekaten, aus dem ritterschaftlichen Amt Buckow Damekow, Gamehl, Goldebee, Alt Hagebock, Neu Hagebock, Ilow, Kartlow, Kritzow, Madsow, Preensberg mit Kartlow (Anteil), Rohlstorf mit Hornstorf und Kalsow, Steinhausen mit Pölitz und Tatow mit Neuendorf, aus dem ritterschaftlichen Amt Grevesmühlen Barnekow mit Krönkenhagen, Zippfeld und Zipphusen, Beidendorf, Eggerstorf mit Landtorf, Gressow, Hohenkirchen, Neu Jassewitz, Köchelstorf mit Räselow, Groß Krankow mit Bobitz, Petersdorf und Quaal, Klein Krankow, Levetzow, Luttersdorf, Manderow, Naudin, Neuhof, Niendorf, Rambow, Rastorf mit Glashagen, Saunstorf mit Neu Saunstorf, Schaaftorf, Schönhof mit Wendorf, Grapen-Stieten, Groß Stieten, Klein Stieten mit Neu Stieten, Tressow, Weitendorf mit Stioffersdorf, Hohen Wiechendorf, Wolde und Zierow mit Fliemstorf und Hoben, aus dem ritterschaftlichen Amt Mecklenburg Fahren, Greese, Kahlenberg, Krassow, Matzlow, Ravensruh mit Sellin, Schmakendorf, Wietow und Zurow, Aus der Herrschaft Wismar Wisch und Zarnekow und die Gewässer Golwitzer Bucht, Große Wiek, Wismasches Fahrwasser und Wohneberger Wiek.

### DDR
In der DDR wurden die Amtsgerichte 1952 aufgelöst und einheitlich Kreisgerichte gebildet. Für Wismar selbst entstand das Kreisgericht Wismar-Stadt, das Umland kam zum Kreis Wismar-Land und es entstand so das Kreisgericht Wismar-Land, welche beide dem Bezirksgericht Rostock nachgeordnet war. Nach dem Zusammenbruch der DDR wurden die Kreisgerichte durch das Gerichtsstrukturgesetz wieder aufgehoben und erneut Amtsgerichte gebildet. In Wismar entstand damit das Amtsgericht Wismar neu.

### Gerichtssitz und -bezirk nach dem Jahr 1989

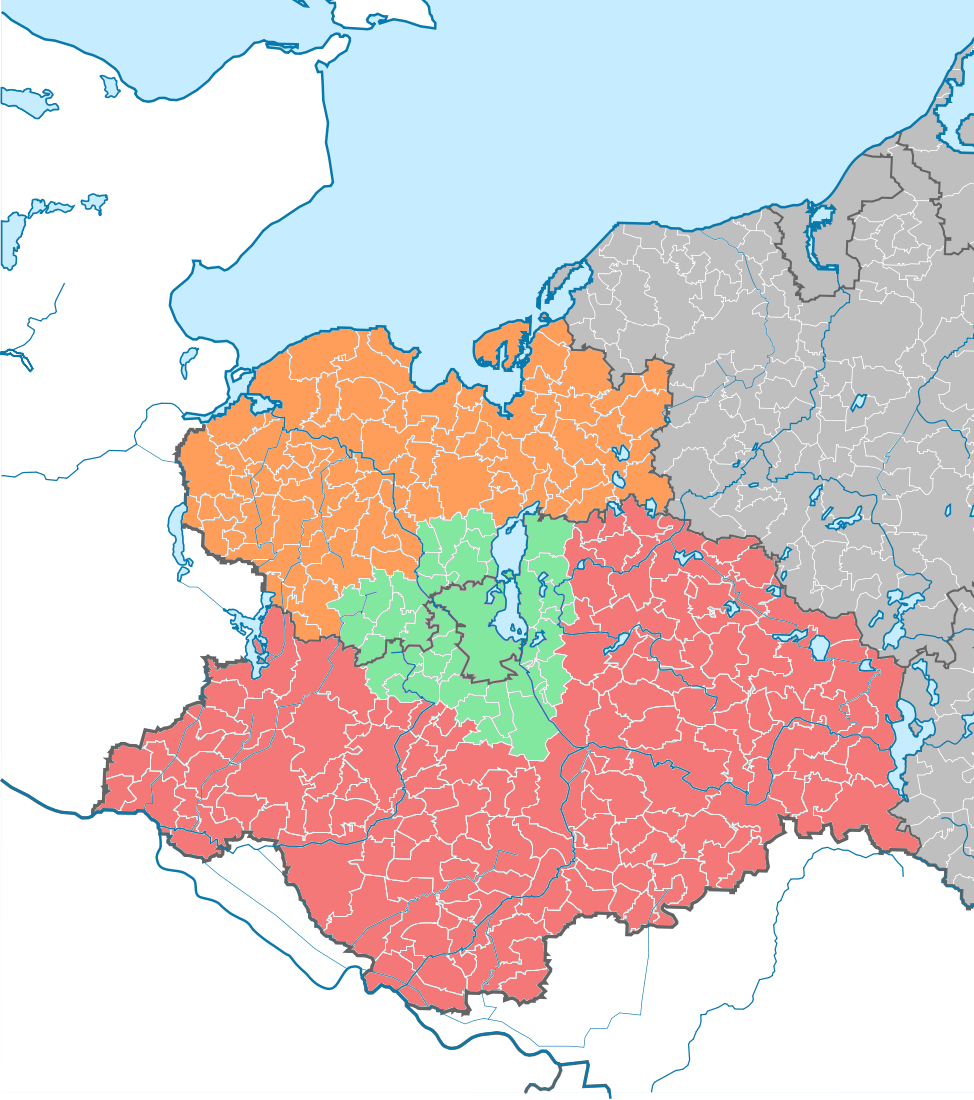
Gerichtsbezirke der dem LG Schwerin nachgeordneten Amtsgerichte seit dem 13. Juli 2015
AG Schwerin
AG Ludwigslust
AG Wismar

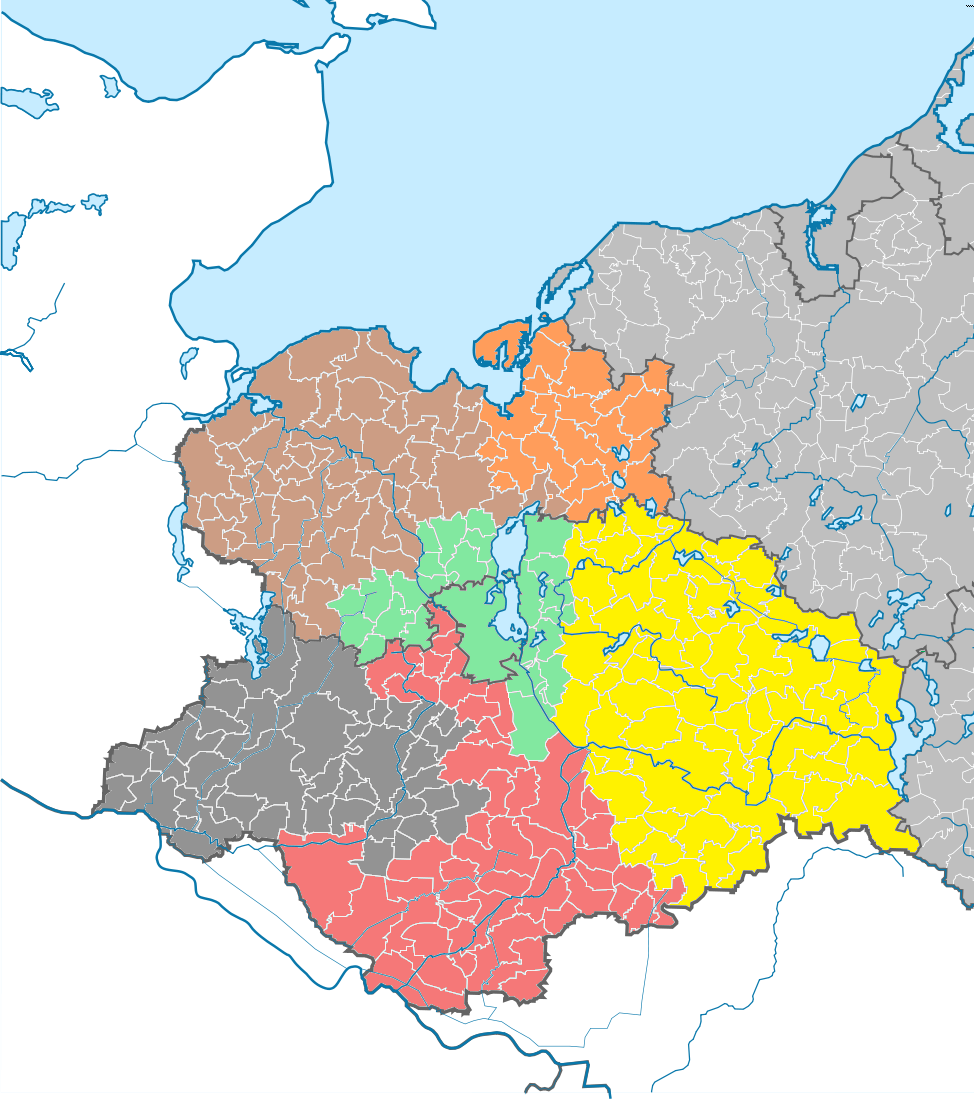
Gerichtsbezirke der dem LG Schwerin nachgeordneten Amtsgerichte bis zum 5. Oktober 2014
AG Grevesmühlen
AG Schwerin
AG Hagenow
AG Ludwigslust
AG Wismar
AG Parchim

Sitz des Gerichts ist die Hansestadt Wismar.
Der Gerichtsbezirk umfasst das Gebiet der folgenden Städte und Gemeinden.
| - Benz, - Bibow, - Blowatz, - Boiensdorf, - Dorf Mecklenburg, - Glasin, - Groß Stieten, | - Hornstorf, - Insel Poel, - Jesendorf, - Krusenhagen, - Lübberstorf, - Lübow, - Metelsdorf, | - Neuburg, - Neukloster, - Passee, - Warin, - Wismar, - Zurow und - Züsow |

Durch die Umwandlung des Amtsgerichts Grevesmühlen in eine Zweigstelle des Amtsgerichts Wismar am 13. Juli 2015 wurden folgende Städte und Gemeinden in dessen Bezirk eingegliedert.
| - Bad Kleinen, - Barnekow, - Bernstorf, - Bobitz, - Boltenhagen, - Carlow, - Damshagen, - Dassow, - Dechow, - Dragun, | - Gadebusch, - Gägelow, - Grevesmühlen, - Grieben, - Groß Molzahn, - Groß Siemz, - Hohen Viecheln, - Hohenkirchen, - Holdorf, - Kalkhorst, | - Klütz, - Kneese, - Königsfeld, - Krembz, - Lockwisch, - Lüdersdorf, - Menzendorf, - Mühlen Eichsen, - Niendorf, - Plüschow, | - Rehna, - Rieps, - Roduchelstorf, - Roggendorf, - Roggenstorf, - Rögnitz, - Rüting, - Schlagsdorf, - Schönberg, - Selmsdorf, | - Stepenitztal, - Testorf-Steinfort, - Thandorf, - Upahl, - Utecht, - Veelböken, - Ventschow, - Warnow, - Wedendorfersee und - Zierow |

Damit wurde der ursprünglich etwa 540 km2 große Gerichtsbezirk durch die Gerichtsstrukturreform auf etwa 1840 km2 vergrößert. In ihm leben ungefähr 142.000 Einwohner.

## Gebäude
Das Gerichtsgebäude befindet sich im Fürstenhof, Vor dem Fürstenhof 1 in 23966 Wismar. Es liegt in direkter Nähe des Marktplatzes im „gotischen Viertel“. Ebenfalls in der unmittelbaren Nähe befand sich die Jugendarrestanstalt Wismar, welche im September 2014 geschlossen wurde. Die Zweigstelle in Grevesmühlen ist unter der Anschrift des dortigen ehemaligen Amtsgerichts Bahnhofstraße 2–4 untergebracht.

## Übergeordnete Gerichte
Dem Gericht ist das Landgericht Schwerin übergeordnet. Zuständiges Oberlandesgericht ist das Oberlandesgericht Rostock.